# Le Volcan d'or
Le Volcan d'or est un roman de Jules Verne, paru en 1906 à titre posthume.
L'histoire se déroule en pleine période de la ruée vers l'or et met en scène deux cousins franco-canadiens héritant d'une concession sur les rives du Klondike.

## Historique
Le roman est écrit par Jules Verne en 1899. Une version remaniée par son fils, Michel Verne, paraît en 1906. Grâce à Piero Gondolo della Riva, une version non modifiée, qui reprend le manuscrit original, a été éditée en 1989 par la Société Jules-Verne.

## Circonstances de la création
En 1886, date de la mort de Pierre-Jules Hetzel, Jules Verne est partiellement libéré des contraintes qui pesaient sur la nature de ses romans (scientifiques et géographiques). Il profite de cette nouvelle liberté pour créer des romans plus originaux, satiriques ou à contenu plus philosophique. En 1896, les rives du Klondike sont envahies par les chercheurs d'or. Jules Verne ne peut qu'être attiré par ce phénomène, d'autant plus que son propre fils se lance dans la prospection. Cependant, Jules Verne ne porte pas dans son cœur cette soif de l'or. Il la croit à l'origine d'un recul de la civilisation. On retrouve d'ailleurs cette thèse évoquée dans d'autres romans comme En Magellanie, La Chasse au météore et Seconde Patrie. Le roman est donc une attaque menée contre ce fléau.

## Personnages

### Personnages de l'œuvre originale
- Summy Skim, franco-canadien, âgé de 32 ans, propriétaire terrien, chasseur émérite.
- Ben Raddle, son cousin germain, 34 ans, ingénieur.
- Josias Lacoste, oncle des deux précédents. Aventurier et prospecteur, il leur laisse à sa mort la concession d'un claim au Klondike.
- Maître Snubbin, notaire à Montréal, canadien d'origine[2].
- Capitaine Healy, président du syndicat anglo-américain "Transportation and Trading Co" à Dawson-City.
- Hunter, aventurier aux allures brutales, originaire du Texas, sang-mêlé, moitié américain, moitié espagnol.
- Malone, compagnon de Hunter, semblable à ce dernier.
- Boyen, prospecteur norvégien, originaire de Christiana, homme paisible.
- Sœur Marthe, de la Congrégation des sœurs de la Miséricorde, d'origine franco-canadienne, 32 ans.
- Sœur Madeleine, sa compagne, du même ordre et de même origine, âgée de 20 ans.
- Bill Stell, Canadien, ancien scout et éclaireur des troupes du Dominion, devenu convoyeur et chef d'un personnel expérimenté. 50 ans.
- Néluto, membre du personnel de Bill Stell, pilote, indien du Klondike âgé d'une quarantaine d'années, ayant auparavant servi de guide aux chasseurs de fourrures de la Compagnie de la Baie d'Hudson.
- Docteur Pilcox, anglo-canadien, 40 ans environ. Médecin, chirurgien, apothicaire et dentiste de Dawson-City.
- William Broll, sous-directeur du syndicat anglo-américain "Transportation and Trading Co.".
- Major James Walsh, une cinquantaine d'années, commissaire général des territoires du Yukon.
- Lorique, contremaître au service de Josias Lacoste, puis de Ben Raddle. Franco-canadien, âgé d'une quarantaine d'années.
- Jacques Laurier, prospecteur français, né à Nantes. 42 ans. Retrouvé à demi-mort par Summy Skim. Avant de mourir, il donne la position du "Golden-Mount" à Ben Raddle.
- Harry Brown, prospecteur anglo-canadien. Associé de Jacques Laurier.
- Krasak, indien originaire de l'Alaska, d'une quarantaine d'années, à la physionomie farouche. Compagnon de cellule d'Hunter et de Malone.
- Stop, chien de Summy Skim.
- L'agent-chef de Fort McPherson.

### Personnages ajoutés par Michel Verne
- Jane Edgerton, 22 ans, prospectrice.
- Edith Edgerton, 22 ans, cousine germaine de Jane[3].
- Patrick Richardson, forgeron irlandais. Colosse haut de six pieds, mais débile. Jane Edgerton le prend à son service.

Par ailleurs :
- Néluto, Indien toujours perspicace dans le manuscrit, donne dans cette version des réponses de Normand.
- Jacques Laurier, le prospecteur français, est rebaptisé Ledun sans raison[4].

## Roman sombre
Dans ce roman, Jules Verne est volontairement pessimiste. Pessimiste sur la nature humaine : même un des héros ne peut résister à cette fièvre de l'or "qui a fait déjà et qui fera encore tant de victimes". Pessimiste sur les succès d'une telle entreprise : Ben et Summy reviendront de leur expédition sans une once d'or, après avoir par deux fois frôlé la fortune et la mort. Celui qui est touché par la fièvre de l'or ne s'en remet jamais tout à fait et Ben ressentira à jamais une certaine amertume. Aucun personnage plus léger ne vient égayer l'œuvre : pas de Paganel, pas de Passepartout pour ajouter une note comique à ce roman. Les personnages y meurent de froid, de maladie ou lors d'affrontement pour quelques pépites. C'est un monde d'hommes, de trappeurs, de prospecteurs et de bandits. Seules deux femmes apparaissent dans le roman, deux religieuses dont la vocation est de travailler à l'hôpital de Dawson-city.

## Grand Nord
Sans avoir l'art de Jack London pour décrire la beauté et la rudesse du Grand Nord, Jules Verne réussit à nous faire passer le frisson pour ces grands espaces. Comment peut-on survivre aux tempêtes de neiges de Dawson City ou à la traversée du col Chilkoot ? "Il n'était pas rare d'apercevoir quelque pauvre émigrant, tué par le froid et la fatigue, abandonné sous les arbres…" Les villes du Grand Nord y sont décrites avec toute la précision dont Jules Verne a l'habitude. Quel parfum d'aventure dans ces attaques d'ours ou ces chasses à l'orignal !

## Forces de la nature
Dans ce roman, comme dans Cinq semaines en ballon, Les Enfants du capitaine Grant et L'Île mystérieuse, on peut découvrir la fascination de Jules Verne pour les grands phénomènes naturels. Ce sont deux cataclysmes naturels qui réduisent à néant les espoirs des deux cousins : le tremblement de terre dans le Forty Miles Creek et l'explosion de volcan d'or. Il est remarquable que ces deux manifestations de la nature interviennent à l'exact moment où nos deux héros sont résolus à en venir aux mains (et aux armes) avec des prospecteurs rivaux, exemples parfaits de ce que la corruption de l'or peut produire sur l'être humain, comme si la nature s'érigeait en arbitre et décidait de renvoyer les protagonistes chez eux, punissant les méchants et chassant les innocents.

## Modifications de Michel Verne
Le caractère sombre du roman, la condamnation non équivoque de la soif de l'or en font une œuvre qui se détache très nettement de la série des Voyages extraordinaires. Il est fort probable que Jules Verne n'eût pu de son vivant publier cette œuvre en décalage par rapport à ce que le public attendait de lui. Les modifications de Michel Verne, en affadissant le roman, ont ainsi pu permettre son édition. Dans la version de Michel Verne, les deux religieuses deviennent deux cousines prospectrices et, bien évidemment, tout ceci se termine par un double mariage. Un personnage plus léger est créé : le serviteur des cousines tandis que l'Indien expert et taciturne Néluto, davantage caricaturé, perd de sa dignité. Enfin, une entorse plus grave est faite dans le message de Jules Verne : les héros ne reviennent pas de ce périple complètement les mains vides. Le vil métal ne serait alors pas si vil que cela ? Il est donc heureux que la Société Jules Verne ait pu retrouver un manuscrit original de l'œuvre de Jules Verne quasiment achevé.

## Éditions
- Le Volcan d'or : version d'origine, présentée et annotée par Olivier Dumas, Gallimard, collection Folio, n° 3203, 1999.